# 泰國鈍齒魚
泰國鈍齒魚（学名：Amblypharyngodon chulabhornae）为輻鰭魚綱鯉形目鲤科的其中一種，被IUCN列為次級保育類動物，分布于亞洲泰國、寮國及柬埔寨的湄公河及湄南河流域，本魚眼大，顏色為藍色，口裂大且延伸至鰓蓋，體為金黃色，側線不明顯，尾鰭叉形，無觸鬚，體長可達4公分，棲息在水生植物茂盛的溝渠。

## 扩展阅读
維基物種上的相關：泰國鈍齒魚